# Helpermolen
De Helpermolen is een voormalige koren- en pelmolen in Helpman, een zuidelijke stadswijk van Groningen.

## Beschrijving
De romp van de Helpermolen, vroeger ook wel De Meeuw of de Molen van Bus genoemd, staat aan de Helper Molenstraat, een westelijke zijstraat van de Verlengde Hereweg. De voormalige achtkante stellingmolen werd in 1896 gebouwd door de Niezijlster molenmaker Noordewier en zijn knecht Ritsema, nadat in dat jaar een uit 1879 daterende molen op dezelfde locatie was afgebrand. Bij de bouw maakten Noordewier en Ritsema gebruik van onderdelen van een molen uit Noordhorn.
Als windmolen is de Helpermolen in gebruik geweest tot 1918, toen de toenmalige eigenaar J.H. van der Molen een elektromotor in het bouwwerk liet plaatsen. De bedrijfsvoering was daardoor niet langer afhankelijk van wind en bovendien scheelde het in de verzekeringspremie. De gepotdekselde bovenbouw met zijn Oudhollandse gevlucht was daarna niet meer nodig en werd afgebroken. Later is de molenromp gebruikt door een schildersbedrijf, als gipsatelier en als alternatief centrum. Inmiddels biedt de Helpermolen plaats aan een viertal woonruimtes.